# 고마가와나카노역
고마가와나카노역(일본어: 駒川中野駅, こまがわなかのえき)은 일본 오사카부 오사카시 히가시스미요시구에 있는 오사카 시영 지하철의 철도역이다.

## 개요 및 역 구조
섬식 1면 2선의 승강장이 있는 지하역이다. 승강장의 양단은 완만하게 커브하고 있다.

### 승강장
| 1 | ■ 다니마치 선 | 야오미나미 방면                                  |
| 2 | ■ 다니마치 선 | 덴노지 · 덴마바시 · 히가시우메다 · 다이니치 방면 |

## 역세권 정보
- 한신 고속 14호선
- 고마가와 상점가
- 히가시스미요시 다나베 우체국
- 히가시스미요시 니시이마가와 우체국
- 하리나카노 역
- 이마가와역
- 오사카 시립 히가시스미요시 도서관

## 역사
- 1980년 11월 27일: 다니마치 선 덴노지 ~ 야오미나미 간 영업 개시.

## 인접역
| ■ 오사카 메트로 다니마치선 | ■ 오사카 메트로 다니마치선  | ■ 오사카 메트로 다니마치선 |
| -------------------------- | --------------------------- | -------------------------- |
| T30 다나베 다이니치 방면   | ■ 오사카 지하철 다니마치 선 | T32 히라노 야오미나미 방면 |